# Rosetana Calcio
L'A.S.D. Rosetana Calcio, meglio nota come Rosetana, è una società calcistica di Roseto degli Abruzzi, nata dopo il fallimento della vecchia S.P. Rosetana Calcio da cui acquisisce il titolo.
La società viene fondata nel 1924 con la denominazione di Unione Sportiva Rosburghese, poi variata in Fascio Sportivo Rosetano durante il ventennio fascista e successivamente diventata definitivamente Società Polisportiva Rosetana. La società ha svolto le sue partite casalinghe fino alla stagione 2001/2002 nello storico stadio "Patrizi" per poi trasferirsi nel nuovo stadio comunale denominato "Fonte dell'Olmo" (capienza 3.500 posti).
Nella stagione 2002/2003 viene promossa in serie C2 dopo aver vinto il campionato di serie D girone F. Prima ancora di approdare tra i professionisti si rende protagonista di una cavalcata eccezionale vincendo nell'ordine, il campionato di Prima Categoria nella stagione 1996/1997, i Play Off del campionato di Promozione Gir.A nella stagione 1998/1999, il campionato di Eccellenza nella stagione 2001/2002 oltre ad aggiudicarsi la Coppa Italia d'Eccellenza Abruzzese. Dopo varie vicissitudini societarie scompare dal panorama calcistico abruzzese nell'estate del 2014 dopo ben 90 anni dalla nascita.
Nell'estate 2015 rinasce come A.S.D. Rosetana Calcio che riparte dal Campionato di Prima Categoria Abruzzese.
Il 7 maggio 2017, vincendo sul campo di Varano per 3-0, torna nel campionato di Promozione Abruzzese.

## Storia
La Rosetana Calcio è stata la prima vera società calcistica della provincia di Teramo a partecipare ad un campionato di calcio. I rosetani a cavallo tra gli anni '20 e 30' rappresentano una delle eccellenze calcistiche d'Abruzzo tanto da sfiorare, tra il 1926 con la Rosburghese e il 1928 con il Fascio Sportivo Rosetano, la promozione in Serie B ovvero l'attuale campionato cadetto.
Lo storico "Campo Patrizi" è stato il primo della provincia di Teramo ad essere regolamentare in riferimento alla prescrizioni federali.
Nella stagione 1973/1974 la Rosetana vince il campionato di Promozione Abruzzese a girone unico e viene promossa in serie D dove milita fino alla stagione 1979-1980.
Nella stagione 1982/1983 la Rosetana vince il campionato di Promozione Abruzzese girone A e viene nuovamente promossa nel campionato Interregionale dove rimane fino alla stagione 1985/1986, per poi retrocedere nel campionato regionale abruzzese.
Nella stagione 1989/1990 la Rosetana vince ancora il campionato di Promozione Abruzzese girone A e viene promossa nel campionato Interregionale dove si classifica quattordicesima nella stagione 1990/1991, retrocedendo nella nuova ed attuale Eccellenza Abruzzese.
Nella stagione 1994/1995, nonostante il quindicesimo posto in classifica nel campionato di Eccellenza Abruzzese che gli costa la retrocessione in Promozione, la Rosetana riesce a vincere la Coppa Italia Eccellenza Abruzzo.
Nella stagione 2001/2002 la Rosetana vince il campionato di Eccellenza Abruzzese e viene promossa in Serie D dopo ben undici anni di assenza. Nella stessa stagione si aggiudica la seconda Coppa Italia Eccellenza Abruzzo della sua storia.
Nella stagione 2002/2003 la Rosetana conquista la storica promozione in Serie C2 nell'ultima giornata di campionato pareggiando 2-2 sul campo del Tolentino a tempo scaduto.
Nella stagione 2003/2004 la Rosetana milita in Serie C2 Girone B. Finisce la stagione al 14º posto con 38 punti in classifica. Gioca i Play-out contro il Bellaria Igea Marina, e li vince, salvandosi dalla retrocessione.
Nella stagione 2004/2005 la Rosetana milita in Serie C2 Girone C. Finisce la stagione al 10º posto con 43 punti in classifica. Per problemi legati al non pagamento dell'Enpals, e dei non pagamenti nei confronti dell'erario, la società non è stata riammessa in Serie C2. Con il ricorso alla Camera di Conciliazione e all'Arbitrato per lo Sport, il tempo a disposizione per l'iscrizione in Serie D è sfumata, accontentandosi del posto concessogli in extremis in Promozione Abruzzese per meriti sportivi, visto che anche l'Eccellenza era già stata formata.
Nella stagione 2005/2006 la Rosetana milita in Promozione Abruzzese Girone A. Finisce la stagione all'11º posto con 41 punti in classifica.

Nella stagione 2006/2007 finisce la stagione al 4º posto ma viene eliminata dall'Amitermina nei play-off; stesso destino nella successiva edizione dove viene eliminata dal Cavaliere; play-off che vengono finalmente vinti nel 2008/2009 ai danni del Casalincontrada.
Nella stagione 2009/2010 la Rosetana milita nell'Eccellenza abruzzese.
Nella stagione 2011-2012 si salva grazie ai play-out.

Dopo un ripescaggio nel 2013, l'anno successivo la Rosetana non si iscrive al campionato di Eccellenza
Nella stagione 2015/2016 riparte dal Campionato di Prima Categoria chiudendo al nono posto, fallendo il salto di categoria in Promozione.
Nella stagione 2016/2017, riparte come prima contendente alla vittoria del campionato che si realizza il 7 maggio 2017 vincendo per 3-0 sul campo del Varano, tornando in Promozione. Nella stagione 2017-2018 nel Campionato di Promozione chiude al quinto posto ma non svolgerà i play off per la differenza di punti tra la seconda. Nella stagione calcistica 2019/2020 vengono sospesi e considerati conclusi in anticipo tutti i campionati dilettantistici a causa della pandemia globale provocata dal COVID-19 ed esplosa violentemente in Italia ad inizio del mese di Marzo 2020.

## Calciatori
Alcuni ex-calciatori di rilievo che hanno indossato la maglia della Rosetana sono i seguenti:
- Alessandro Marzio
- Girolamo Bizzarri
- Ricardo Paciocco
- Matteo Lamedica
- Antonio Giulio Picci
- Remo Mariani
- Di Donato
- Alessandro Mauti
- Sonnino Barnabei
- Di Bonaventura
- Ciriolo
- Franco Maggitti
- Marcello Di Giuseppe
- Gianni Di Donato
- Di Bernardo
- Fausto Leali
- Bruno Petrini

Alcuni ex-allenatori e Presidenti di rilievo che hanno guidato la Rosetana sono i seguenti:
- Girolamo Bizzarri (mister)
- Matteo Lamedica (mister)
- Piero Iaconi (presidente)
- Sonnino Barnabei (mister)
- Giuseppe Lamedica (presidente)
- Clemente longo (Allenatore) 2003/2004
- zeman

## Palmarès

### Competizioni interregionali
- Serie D: 1

2002-2003

### Competizioni regionali
- Seconda Divisione: 1

1927-1928
- Prima Divisione: 1

1947-1948
- Promozione: 3

1973-1974, 1982-1983 (girone A), 1989-1990 (girone A)
- Eccellenza: 1

2001-2002
- Prima Categoria: 2

1996-1997, 2016-2017 (girone D)
- Campionato italiano di terza divisione: 1

1930-1931
- Coppa Italia Dilettanti Abruzzo: 2

1994-1995, 2001-2002